# José María de Azcárate Ristori
José María de Azcárate Ristori, né 18 avril 1919 à Vigo et mort le 22 août 2001 à Madrid est un professeur et historien de l'art espagnol.

## Biographie
José María de Azcárate est né à Vigo en 1919 et a étudié la philosophie et les lettres d'abord à Séville puis à Madrid où il passe son doctorat. Il part ensuite étudier en Italie avec une bourse de l'Académie royale d'Histoire. Il obtient un poste de professeur d'histoire de l'art de l'Université de Saint-Jacques-de-Compostelle en 1949, puis à Valladolid et termine sa carrière d'enseignant à la Complutense de Madrid, où il occupe le poste de directeur du Département d'Art Médiéval Arabe. À l'université Complutense, il devient doyen entre 1967 et 1970, puis de nouveau, entre 1981 et 1986 et il occupe le poste de vice-recteur de 1970 à 1972.
Il a été disciple de l'historien-archéologue Manuel Gómez-Moreno et a été spécialiste en art médiéval castillan et dans la sculpture de la Renaissance. En 1974, il entra dans l'Académie royale des Beaux-Arts Saint-Ferdinand et il a appartenu à l'Hispanic Society de New York, à l'Institut d'Études Madrilènes, à l'Académie d'Art et d'Histoire de San Dámaso et autres institutions provinciales. Il a été récompensé de la Médaille d'Or aux Beaux-Arts en 1991, et l'insigne d'or de Saint-Jacques-de-Compostelle. Il obtient enfin le prix national de littérature en 1961 pour son essai Alonso Berruguete.